# Грчка на Европском првенству у атлетици на отвореном 1934.
Грчка је учествовала на 1. Европском првенству у атлетици на отвореном одржаном од 7. до 9. јуна 1934. на стадиону Бенито Мусолини у Торину у Италији. Била је једна од 23 земље учеснице, а представљала су је двојица атлетичара који су се такмичили у 3 дисциплине.
На овом такмичењу учесници из Грчке су освијили су једну бронзану медаљу у трци на 400 м препоне, а постављен је и национални рекорд у истој дисциплини.
По броју освојених медаља са једном бронзаном медаљом делили су 13. место, од 15 земаља које су освајале медаље.
У табели успешности према броју и пласману такмичара који су учествовали у финалним такмичењима (првих 8 такмичара) Грчка је са 1 пласманом у финале делила са Чехословачком 14. место са 6 бодова, од 18 земаља које су имале представнике у филану, од укупно 23 земље учеснице.
| Пл.  | Земља | 1.    | 2.    | 3.    | 4.    | 5.    | 6.    | 7.    | 8.    | Бр. фин. Бод. |
| ---- | ----- | ----- | ----- | ----- | ----- | ----- | ----- | ----- | ----- | ------------- |
| =14. | Грчка | 0 - 0 | 0 - 0 | 1 - 6 | 0 - 0 | 0 - 0 | 0 - 0 | 0 - 0 | 0 - 0 | 1 - 6         |

## Учесници
- Христос Мантикас — 110 м препоне, 400 м препоне
- Николаос Силас — Бацање диска

## Резултати

### Мушкарци
| Атлетичар        | Дисциплина    | Лични рекорд | Квалификације | Квалификације | Полуфинале | Полуфинале | Финале                 | Финале      | Детаљи |
| Атлетичар        | Дисциплина    | Лични рекорд | Резултат      | Место         | Резултат   | Место      | Резултат               | Место       | Детаљи |
| ---------------- | ------------- | ------------ | ------------- | ------------- | ---------- | ---------- | ---------------------- | ----------- | ------ |
| Христос Мантикас | 110 м препоне | 14,8         | 15,1 КВ, =РЕП | 1. у гр. 3    | 15,1       | 5. у пф. 2 | Није се квалификовао'' | 8 / 14 (17) |        |
| Христос Мантикас | 400 м препоне |              | 56,1 КВ       | 2. у гр. 1    |            |            | 54,9                   |             |        |
| Николаос Силас   | бацање диска  |              |               |               |            |            | 41,53                  | 11. / 11    |        |